# Das Zeichen des Sieges
Das Zeichen des Sieges ist ein Roman von Bernard Cornwell, welcher am 1. Oktober 2008 durch HarperCollins unter dem Namen Azincourt veröffentlicht wurde. Die deutsche Übersetzung stammt von Karolina Fell und wurde am 18. September 2009 in Deutschland vom Hamburger Wunderlich Verlag veröffentlicht. Der Roman behandelt die Schlacht von Azincourt.

## Inhalt
England, Anfang des 15. Jahrhunderts. Der junge Schäfersohn Nicholas Hook ist ein besonders begabter Schütze mit dem Langbogen. Er liegt mit Tom und Robert Perrill und deren Vater, einem Priester, im Clinch. Als Letzterer sich an der Tochter eines verurteilten Lollarden vergreifen will, mischt sich Nick Hook ein und verletzt den Priester. Mit knapper Not kann Hook entkommen und schließt sich der Frankreich-Expedition von Heinrich V. (England) an, um seiner sicheren Hinrichtung zu entgehen.
In Soissons rettet Nick Melisande, eine junge Frau, die ihn auf seinen weiteren Wegen begleiten wird. Nach einigen weiteren Schwierigkeiten, die diese beiden meistern müssen, stoßen sie wieder zu Heinrichs Armee und sind bei der Belagerung Harfleurs dabei. Diese Belagerung gelingt zwar, aber die Engländer verlieren viele Männer durch die Ruhr, Nick überlebt mit Melisandes Hilfe knapp.
Der englische Soldatentross bewegt sich weiter und muss die Somme überqueren, um ihren Brückenkopf Calais zu erreichen. Dies will aber nicht gelingen, da eine zahlenmäßig weit überlegene französische Armee sämtliche Furten blockiert. Bei Azincourt schließlich kommt es zur entscheidenden Schlacht. Allmählich setzt ein sintflutartiger Regen ein, der das Schlachtfeld in einen Sumpf verwandelt, ein Terrain, das vor allem für die französischen Ritter in deren schweren Rüstungen zum Verhängnis werden wird. Die Engländer nehmen Aufstellung und rücken nur langsam ein wenig vor, um ihre Langbogenschützen in optimale Position zu bringen. Als die Franzosen näher rücken, antworten die Engländer mit einem unaufhörlichen Pfeilhagel, dem die Franzosen nichts entgegenzusetzen haben. Die erste Angriffswelle wird vernichtend geschlagen.
Gegenüber der zweiten Angriffswelle kombinieren die Engländer ihre Fußtruppen mit einem Pfeilhagel ihrer letzten verbleibenden Pfeile. Die Franzosen sind deutlich eingeschüchtert von den zwei Angriffsrunden und fliehen allmählich vom Schlachtfeld, tausende werden aber gefangen genommen beziehungsweise auf dem Schlachtfeld zurückgelassen.
Nach diesem triumphalen Sieg über die Franzosen kehrt der einstmals unbedeutende Nicholas Hook als Krieger mit Melisande zurück nach England.

## Verfilmung
Für 2013 war der Beginn der Dreharbeiten zu einer Filmadaption unter der Regie von Michael Mann geplant. Der Film sollte 2014[veraltet] in die Kinos kommen.